# Sardikhola
Sardikhola (nep. सर्दीखोला) – gaun wikas samiti w zachodniej części Nepalu w strefie Gandaki w dystrykcie Kaski. Według nepalskiego spisu powszechnego z 2001 roku liczył on 679 gospodarstw domowych i 3112 mieszkańców (1636 kobiet i 1476 mężczyzn).